# 汤加板块

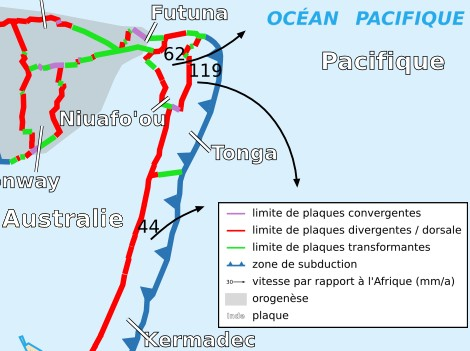
汤加板块

汤加板块是一个位于太平洋西部的一个小版块，处于太平洋板块与印度-澳洲板块之间，汤加海沟以西，中心大约位于南纬19°，东经173°。